# Большой Мыс (Архангельская область)

## География
Находится в юго-восточной части Архангельской области на расстоянии приблизительно 20 км на север-северо-восток по прямой от административного центра поселения поселка Урдома.

## История
В 1859 году здесь (деревня Великий Мыс Яренского уезда Вологодской губернии) было учтено 20 дворов.

## Население
Численность населения: 115 человек (1859 год), 1 (русские 100 %) в 2002 году, 0 в 2010.